# L'Humanité
Pour les articles homonymes, voir Humanité (homonymie), Huma (homonymie) et Luma.
L'Humanité est un quotidien français fondé en 1904 par Jean Jaurès. Sa ligne éditoriale est liée dès ses débuts à la gauche. 
Premièrement proche du socialisme, en tant qu'organe de la Section française de l'Internationale ouvrière, parti de son fondateur, le journal devient communiste à l'issue du congrès de Tours en 1920. Il est alors l'organe officiel du Parti communiste français jusqu'en 1994. Il en reste ensuite très proche, bien que la rédaction ouvre ses pages à d'autres composantes de la gauche.
Il organise depuis 1930 la Fête de l'Humanité.
Le journal est édité par la Société nouvelle du journal l'Humanité, présidée par Jean-Louis Frostin et Patrick Le Hyaric. Comme de nombreux titres de la presse écrite française, le journal bénéficie de subventions de l'État.

## Historique du journal

### La naissance du quotidien socialisteL'Humanité(1904)
Sur les conseils de Lucien Herr et Léon Blum, Aristide Briand, René Viviani et Francis de Pressensé, Jean Jaurès tente dans un premier temps de racheter La Petite République, où il a cessé d'écrire en décembre 1903, tentative qui échoue en janvier 1904 à la suite du refus du dirigeant Alfred Léon Gérault-Richard, et donne lieu à la volonté de créer un nouveau journal,. Celui-ci prendra le nom de L'Humanité sur une idée de Lucien Herr, camarade normalien de Jaurès, pionnier du socialisme et rédacteur des pages internationales. L'intellectuel Lucien Lévy-Bruhl, rallié au socialisme par l’affaire Dreyfus et ami très proche de Lucien Herr et Jean Jaurès, pourvoit une grande partie des fonds. Le reste des fonds provient du publiciste Léon Picard (deuxième principal actionnaire après Lévy-Bruhl), des frères Louis-Dreyfus, M. Sachs, Salomon Reinach et Albert Lévy-Brahm, inspecteur des écoles : on trouve ainsi des hommes d’affaires ou des personnalités israélites reconnaissantes à Jaurès de son action en faveur de Dreyfus,,. Des journalistes y contribuent aussi dont Francis de Pressensé, Aristide Briand et Gustave Rouanet, outre Jean Jaurès et Lucien Herr. Une société par actions est constituée, dont la première assemblée générale se tient chez Jean Jaurès le 6 avril 1904 : un conseil d’administration de trois membres est formé, constitué par Lucien Herr, Gustave Rouanet (élu président et administrateur délégué) et l'éditeur H. Casevitz, tous trois amis personnels de Jaurès. Le capital de la société est de 880 000 francs, répartis en 880 actions dont la moitié sont attribuées à Jaurès, directeur politique. À l'instigation notamment d'Urbain Gohier, la presse antisémite ainsi que La Guerre sociale (titre de droite) dénoncent un journal créé grâce à « l’argent juif » et répand la rumeur selon laquelle les Rothschild auraient avancé des fonds,.
Le premier numéro de L'Humanité paraît le lundi 18 avril 1904. Journal de quatre pages vendu cinq centimes et tiré à 130 000 exemplaires, son fondateur Jean Jaurès, explique que ce nouveau quotidien socialiste (qui a alors comme sous-titre de la manchette « Journal socialiste quotidien ») doit être dans un premier temps un outil pour l'unification du mouvement socialiste français et, par la suite, un des leviers de la lutte révolutionnaire contre le capitalisme. La rédaction s'installe 110, rue de Richelieu dans le quartier de la presse, puis, en raison du loyer excessif, 27, rue du Croissant à partir du premier mai 1909 et, le 24 juillet 1913, lors du passage aux six pages, au 142, rue Montmartre,.
Dans son premier éditorial intitulé « Notre but », Jaurès souhaite fixer deux règles de fonctionnement à son nouveau journal : la recherche d'information étendue et exacte pour donner « à toutes les intelligences libres le moyen de comprendre et de juger elles-mêmes les événements du monde », et l'indépendance financière.

### L'Humanitéde Jaurès (1904-1914)

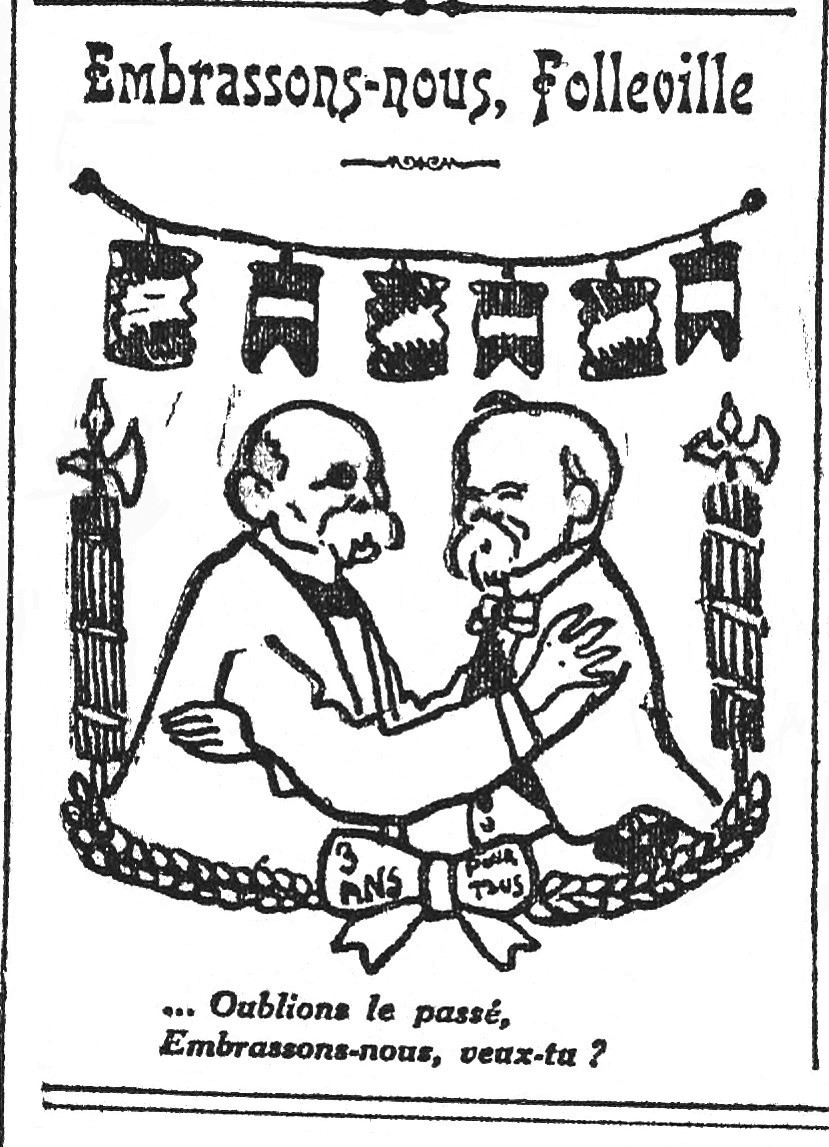
Extrait d'une caricature de L'Humanité publiée le 27 mai 1913, montrant le sénateur radical Clemenceau et le président de la République Poincaré réconciliés dans un soutien commun à la loi des Trois ans.

Lors de sa naissance en 1904, L'Humanité ne représente qu'une partie du mouvement socialiste français. Au sein de sa rédaction figurent notamment René Viviani, Aristide Briand, Léon Blum, Jean Longuet, Lucien Herr, Jean Allemane, Octave Mirbeau, Henry de Jouvenel, Abel Hermant, Michel Zevaco et Albert Thomas.

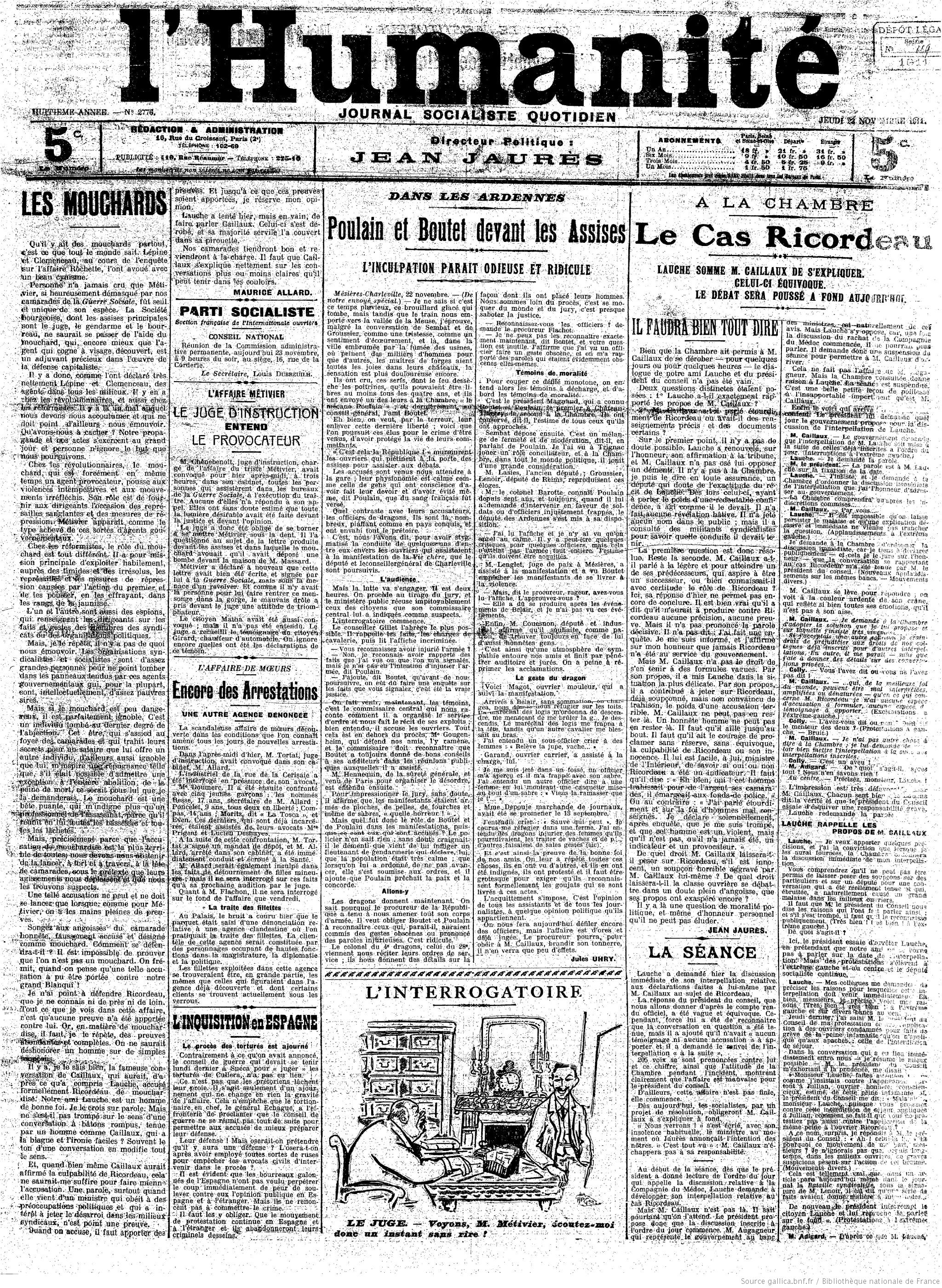
Une de L'Humanité du 23 novembre 1911 consacrée aux « mouchards » supposés utilisés par la police de Clemenceau lors de la grève de Draveil-Villeneuve-Saint-Georges de 1908.

L'unification des socialistes français au sein de la SFIO en 1905 ouvre le journal à l'ensemble du mouvement socialiste français (notamment aux guesdistes). En 1911, la SFIO fait de L'Humanité son organe officiel lors du congrès de Saint-Quentin.
Dans le contexte international de plus en plus tendu du début du XXe siècle, le journal de Jaurès défend résolument des positions pacifistes et antimilitaristes en accord avec l'internationalisme du mouvement ouvrier. Le journal est également très présent dans le combat pour la laïcité et se veut le défenseur de la classe ouvrière.
Ces dix premières années sont difficiles économiquement pour le journal. Après un lancement réussi à 140 000 exemplaires, le journal tombe à 15 000 exemplaires en 1905. Il remonte ensuite lentement avec 80 000 exemplaires en 1912.
Durant l'été 1914, la vie du journal est totalement bouleversée par deux événements :
- l'assassinat de son directeur Jean Jaurès par le nationaliste Raoul Villain au café du Croissant le 31 juillet 1914 ;
- le déclenchement de la Première Guerre mondiale.

### L'Humanitéet la Première Guerre mondiale (1914-1920)
Le déclenchement de la guerre, la mort de Jean Jaurès et le ralliement de la majorité des dirigeants socialistes français à l'Union sacrée transforment brutalement le journal durant l'été 1914, qui tire à cette époque à environ 100 000 exemplaires, contre 50 000 pour La Guerre sociale de Gustave Hervé.
Pierre Renaudel succède à Jaurès et choisit une ligne éditoriale favorable à la guerre au nom de la défense de la République. Selon l'historien Alexandre Courban, le journal se trouve alors pris sous une triple contrainte :
- contrainte étatique avec la censure ;
- contrainte partisane (les socialistes majoritaires favorables à la guerre imposent leur ligne) ;
- contrainte économique du fait du rationnement.

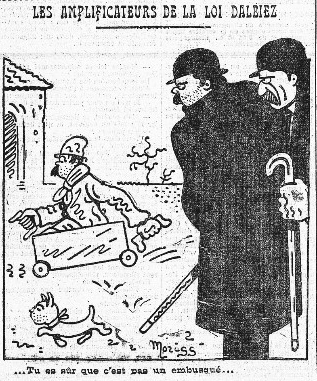
Dessin de Moriss, « Tu es sûr que ce n'est pas un embusqué ? », L’Humanité du 6 décembre 1915.

Au cours de cette période, L’Humanité participe à l’Union sacrée et informe, par exemple, ses lecteurs des atrocités commises par l’armée allemande sur la population civile de la Belgique et des régions du Nord de la France mais sur un ton mesuré et objectif : le journal ne s’associe pas au bourrage de crâne de la majorité de la grande presse et en dénonce les outrances autant que le permettent les contraintes de la censure. Ainsi le numéro du 25 août 1914 proteste contre ceux qui annoncent les Russes à 450 km, soit cinq étapes pour parvenir à Berlin (une marche quotidienne de 90 km pour une armée de fantassins à pied !).
Par ailleurs, L’Humanité s’oppose à la chasse aux embusqués répandue dans les colonnes des principaux journaux et défend la mobilisation industrielle, ainsi dans un article de février 1915 du député Bracke « la question des embusqués n’est qu’un fragment d’un problème bien plus étendu et bien plus haut : l’aménagement des forces de la France pour le maximum de rendement en vue de la Défense nationale » et dans un autre article de Louis Dubreuilh : « C’est une guerre de matériel, c’est une guerre de munitions. Deux armées doivent collaborer pour vaincre les Allemands : les soldats sur les champs de bataille et les ouvriers sur les champs de travail ».
Finalement en octobre 1918, Pierre Renaudel est remplacé à la tête de L'Humanité par Marcel Cachin. Ce changement traduit la prise de distance croissante des socialistes avec l'Union sacrée.
Le correspondant de L’Humanité à Pétrograd, Boris Kritchevski (1866-1919), militant socialiste russe, écrit des articles d'octobre 1917 à février 1918. Certains articles, assez critiques au sujet des bolcheviks, n'étaient pas publiés par le journal.

### L'Humanité: organe du Parti communiste français durant l'entre-deux-guerres (1920-1939)

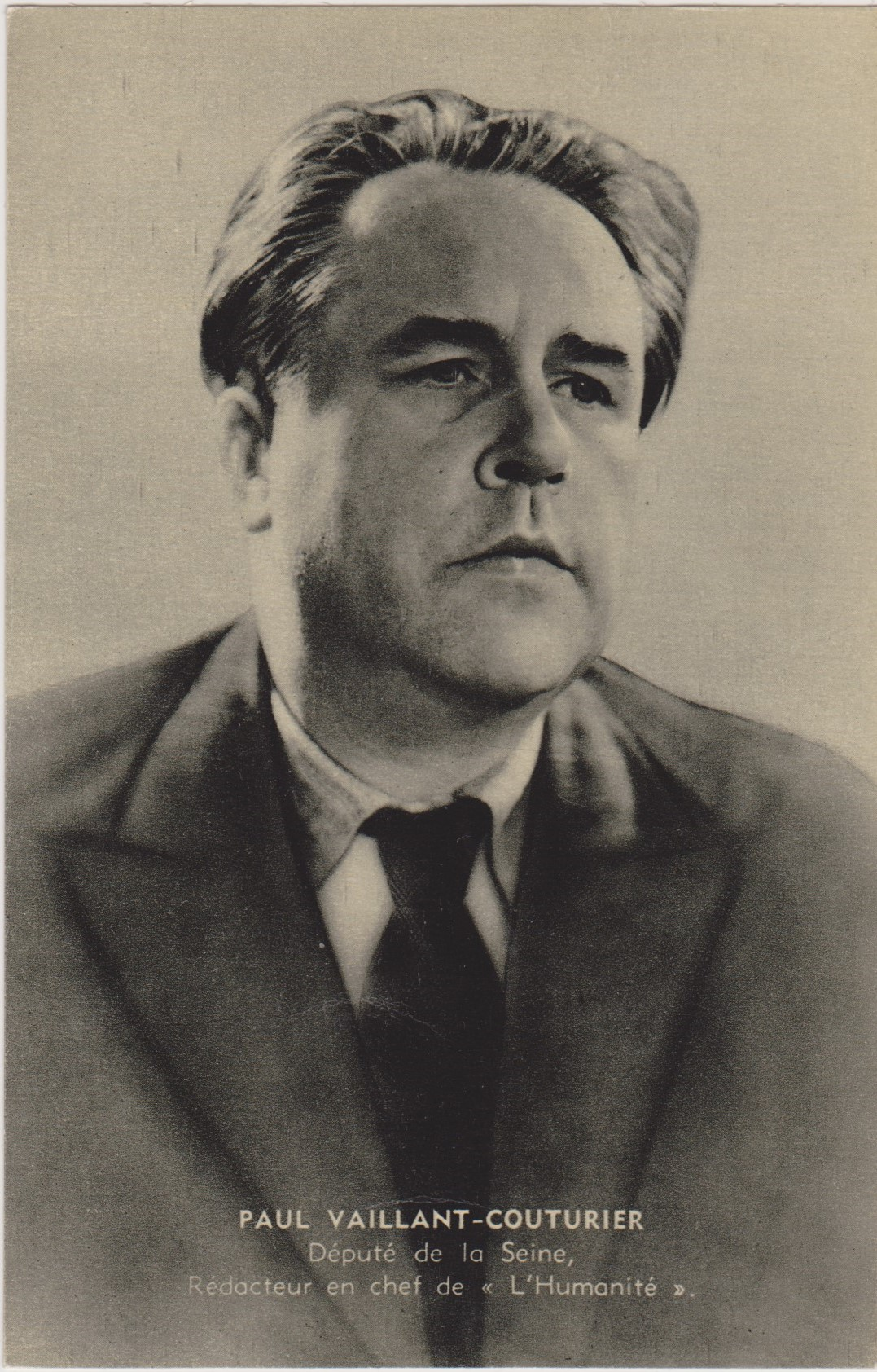
Paul Vaillant-Couturier, député de la Seine, rédacteur en chef de l'Humanité.

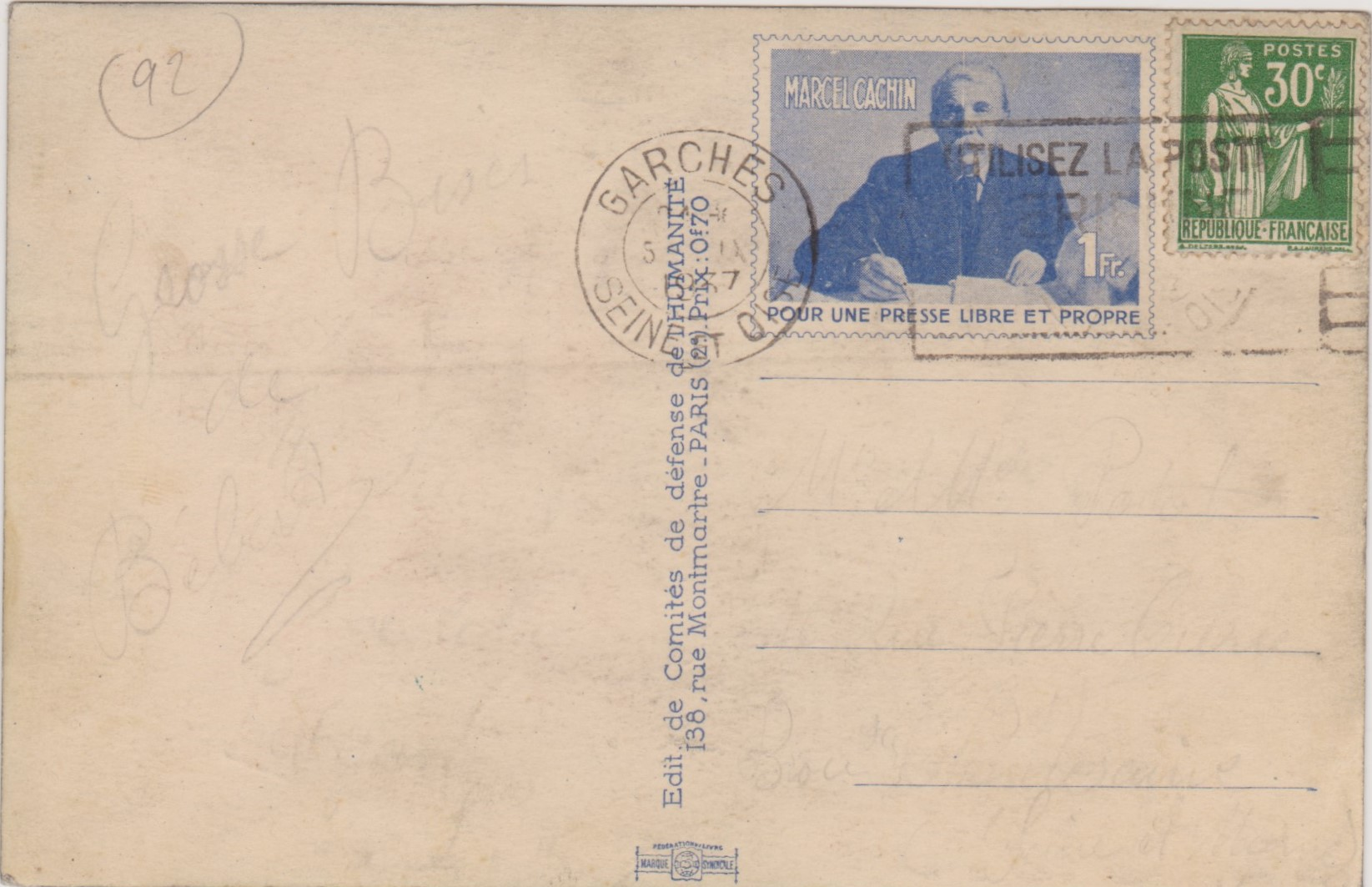
Fête de l'Humanité 1937, Garches. Verso de carte postale imprimé avec un simili timbre « Marcel Cachin ». Carte éditée par le Comité de défense de l'Humanité, « pour une presse libre et propre ».

L'année 1920 est un nouveau tournant pour L'Humanité. En effet lors du Congrès de Tours de la SFIO, les deux tiers des délégués votent l'adhésion à l'Internationale communiste, transformant la SFIO en « Section française de l'Internationale communiste » (plus tard Parti communiste). Le journal suit la majorité et devient donc l'organe officiel de la jeune SFIC.
Durant cette période, la ligne éditoriale du journal suit la ligne politique du PC. La stalinisation du parti entraîne le départ de plusieurs plumes de L'Humanité, comme Alfred Rosmer, Boris Souvarine, Pierre Monatte, Amédée Dunois, Pierre Kaan. Dans les années 1920, le journal mène une intense campagne contre la guerre du Rif. En 1926, Paul Vaillant-Couturier devient rédacteur en chef. Sous sa direction dans les années 1930, le journal dépasse les 300 000 exemplaires notamment au début du Front populaire. L'Humanité insiste alors sur l'antifascisme, sur la défense de la République espagnole et prône le modèle de l'URSS de Staline.
En tant qu'organe central du PCF, L'Humanité est à la fois un outil de mobilisation des militants et un journal d'information. Une autre particularité de L'Humanité est la place que jouent les lecteurs dans la vie du journal. Ils sont souvent utilisés comme contributeurs (les rabcors, correspondants ouvriers) ou comme diffuseurs (au sein des CDH, comité de défense de L'Humanité). Pour répondre à ses besoins financiers, le journal crée en 1930 la Fête de l'Humanité. En 1937, son tirage atteint un pic de 350 000 exemplaires.
Créés à la fin des années 1920 en riposte à l'offensive du ministère Tardieu contre le PCF, les comités de défense de L'Humanité (CDH) devaient assurer la diffusion de L'Humanité puis de L'Humanité Dimanche par la vente directe de ces publications, le plus souvent dans la rue, ce qui évite les frais de messagerie. Constitués de militants ou de sympathisants communistes bénévoles, ces comités de défense deviennent des comités de diffusion de L'Humanité et existent encore au début du XXIe siècle. Les CDH furent une occasion de vente militante dans la rue, sur les marchés mais aussi devant les églises, les casernes. Jusque vers 1960, la présence d'un militant vendant L'Humanité à l'entrée du métro est une figure familière des petits matins en banlieue et dans les quartiers populaires de Paris.
En 1925, alors que le gouvernement cherche à faire invalider les élections de femmes au sein de conseils municipaux, L'Humanité prend vigoureusement position en faveur des droits politiques des femmes : « On applaudit vigoureusement cette nouvelle manifestation […] en faveur du vote, de l'éligibilité et de l'émancipation des femmes. […] Contrairement aux propos tendancieux de la presse bourgeoise, elles siègent régulièrement ; elles ont partout, ces jours-ci, participé à l'élection des maires, elles sont rentrées dans les commissions municipales. Le gouvernement et le Parlement sont en présence d’un fait accompli : par la volonté du suffrage universel, les femmes sont non seulement conseillères, mais officiers d’état civil ».

### L'Humanitédans la clandestinité (1939-1944)

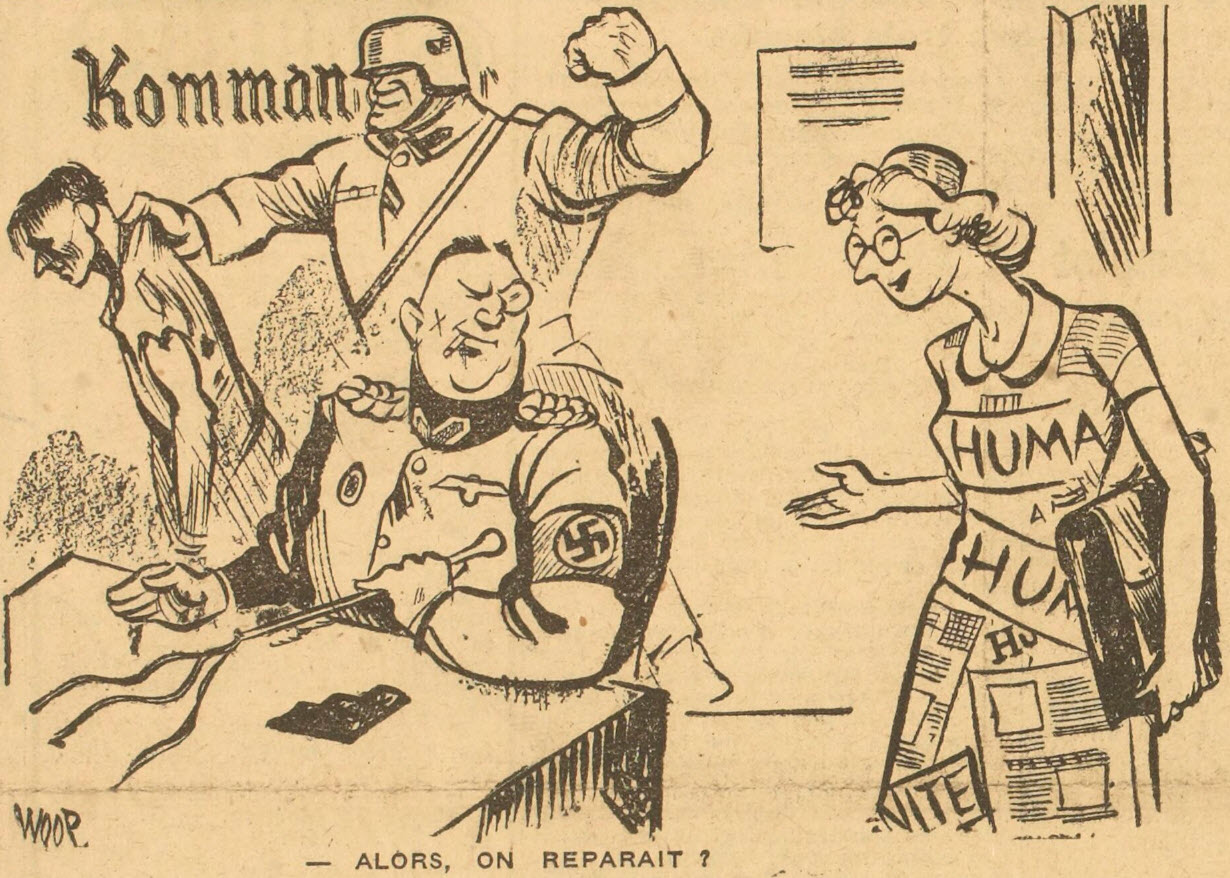
Caricature parue dans le journal L'Aurore relatant la prise de contact de Denise Ginollin avec l'occupant allemand pour négocier la reparution du journal L'Humanité.

Le 27 août 1939, le gouvernement Daladier interdit de parution L'Humanité après son approbation du Pacte germano-soviétique. Dès octobre 1939, le journal paraît clandestinement. Plus de 300 numéros sortent jusqu'en 1944, tantôt feuilles ronéotées, tantôt pages imprimées.
L'été 1940, le journal ayant été interdit par le gouvernement Daladier, des dirigeants communistes ont entamé des négociations ayant pour objectif la reparution officielle du journal avec les services allemands, essentiellement le lieutenant Weber de la Propagandastaffel. Une militante communiste, Denise Ginollin, est chargée des premières négociations, Jacques Duclos les suivant de près. Celui-ci ne manque pas d'informer l'Internationale communiste de ces démarches et précise qu'elles ont été réalisées « sans engager les dirigeants du Parti ». Maurice Thorez, depuis Moscou, valide ces démarches ce qu'il niera par la suite.
Le 26 juin 1940, une seconde négociation pour faire paraître le journal a lieu entre des cadres du PCF, notamment Maurice Tréand, Jean Catelas et Otto Abetz qui les reçoit à l'ambassade d'Allemagne. Ces premiers s'engagent dans une lettre le même jour sur un certain nombre de promesses. Parmi celles-ci, « L'Humanité, publiée par nous, se fixerait pour tâche de dénoncer les agissements des agents de l'impérialisme britannique qui veulent entraîner les colonies françaises dans la guerre et d'appeler les peuples coloniaux à lutter pour leur indépendance contre leurs oppresseurs impérialistes ». Cette démarche auprès des autorités allemandes doit être replacée dans le cadre du pacte germano-soviètique de 1939.
Ainsi, on peut lire dans L'Humanité du 4 juillet 1940 :

« Il est particulièrement réconfortant en ces temps de malheur de voir de nombreux travailleurs parisiens s’entretenir avec les soldats allemands, soit dans la rue, soit au bistro du coin. Bravo camarades, continuez même si cela ne plaît pas à certains bourgeois aussi stupides que malfaisants ! La fraternité des peuples ne sera pas toujours une espérance, elle deviendra une réalité vivante »

 (L’Humanité, 4 juillet 1940),.
En dépit de ces engagements, les dirigeants communistes ne reçoivent pas d'autorisation officielle de parution et le journal va alors paraître clandestinement.
Les autorités de Vichy confirment l'interdiction de parution et l'occupation allemande oblige le journal à la clandestinité jusqu'à la Libération de 1944 (malgré la demande rejetée de reparution faite en juin 1940 auprès des autorités d'occupations allemandes, initiative désavouée par de nombreux militants puis par l'Internationale communiste, qui l'avait d'abord laissé faire).
Le ton de la presse communiste envers les Allemands est dans un premier temps variable d'un titre à l'autre, voire d'une édition à l'autre. Ainsi le journal clandestin communiste L'Enchainé du Pas-de-Calais est suspect pour les Allemands car les articles de René Camphin, (« Défendons la terre française ! ») y ont pris « une forte coloration patriotique et jacobine » malgré le pacte germano-soviétique. Dès avril, Auguste Lecoeur, l'autre dirigeant départemental du PCF, y appellera à faire du 1er mai 1940 une « journée de lutte contre le double joug de la domination capitaliste et étrangère ». L'Enchaîné du Nord, édition de l'autre département, a au contraire, selon les historiens un ton moins patriotique.
L'Humanité parait clandestinement pendant cinq ans (383 numéros diffusés à 200 000 exemplaires) et s'abstient de s'en prendre aux Allemands jusqu'à août 1940 (date de la fin des négociations). De nombreux journalistes de sa rédaction et personnels de la fabrication périrent dans la lutte contre l'occupant nazi, comme Gabriel Péri (responsable de sa rubrique internationale, fusillé le 15 décembre 1941 au Mont-Valérien), Lucien Sampaix. Le journal reparaît librement le 21 août 1944 durant la Libération de Paris.
On peut lire dans L'Humanité clandestine du 20 mai 1941, l'appel du PCF concernant la création du Front national de lutte pour la libération et l'indépendance de la France : « Le PCF s'adresse à tous ceux qui pensent français et veulent agir français… Dans ce Front national pour l'indépendance il y a de la place pour tous les Français sauf les capitulards et les traîtres au service de l'envahisseur, pour que la France soit la France et ne devienne pas une colonie nazie, l'unité nationale doit se faire… contre les envahisseurs et les traîtres, contre le gouvernement de Vichy qui obéit aux ordres des occupants allemands ». Cet appel a été publié une semaine avant le démarrage de la grande grève de cent mille mineurs de mai-juin 1941, animée et organisée par des militants communistes, menés par Auguste Lecoeur.
Au fur et à mesure de l'Occupation, notamment avec cette grève de mai 1941, puis la rupture du pacte germano-soviétique le 22 juin 1941, L'Humanité devient de plus en plus dure avec les Allemands et avec le régime de Vichy.

### L'Humanitéde 1944 à 1994

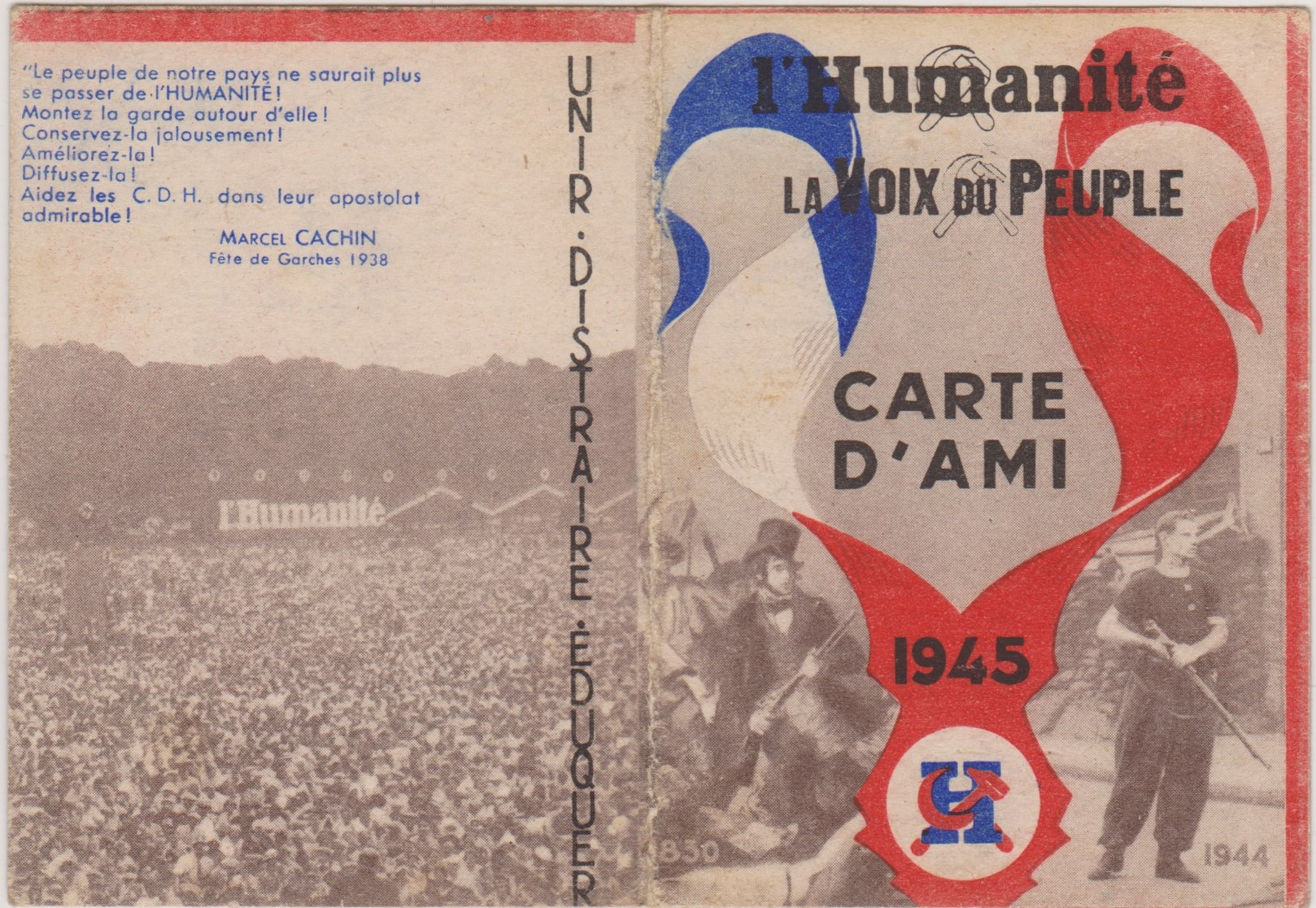
Carte des Comités de défense de l'Humanité 1945

#### Libération
En 1945, le journal tire à 400 000 exemplaires, c'est le deuxième tirage de la presse communiste, fédérée dans l'Union française de l'information, derrière Ce Soir, grand quotidien national fondé par Louis Aragon en 1937, dont le tirage dépasse un demi-million d'exemplaires en 1946. Ce puissant groupe de presse issu de la Résistance compte près d'une centaine de journaux, dont une vingtaine de quotidiens régionaux.
Au sein de ce groupe, le rôle de L'Humanité est d'être l'organe central du PCF, sa ligne éditoriale suit la ligne du parti et mêle informations et campagnes de mobilisation.
Installé à la Libération dans les anciens locaux du Petit Parisien, 18, rue d'Enghien, le journal partage à partir de 1947 son siège avec Ce soir, au 37, rue du Louvre, dans l'immeuble de l'ancien Paris-Soir. À partir de 1956 il s'installe avec Libération et Regards au 6, boulevard Poissonnière dans les locaux de l'ancien journal Le Matin. Il y demeure jusqu'en 1989, date de son départ pour Saint-Denis.

#### Début des années 1950
Dans le contexte de guerre froide, le journal est pro-soviétique et pro-stalinisme. Il défend dès l'hiver 1949-1950 les exécutions capitales dans les pays d'Europe de l'Est. La une de l'édition spéciale de L'Humanité qui annonce la mort de Staline le 5 mars 1953 a pour titre : « Deuil pour tous les peuples qui expriment dans le plus grand recueillement leur amour pour le grand Staline ». Le journal consacre plusieurs pages à l’évènement produisant des articles de Jacques Duclos, Maurice Thorez, des textes de Staline, Malenkov, l’éditorial de la Pravda, et une page entière sous le titre « Staline, notre maître en socialisme ».
En 1954, L'Humanité fête ses cinquante ans. Cet anniversaire — qui a lieu en même temps que le 85e anniversaire de Marcel Cachin — donne lieu à un numéro spécial de Regards, et à la commande d'un film sur le journal, La terre fleurira, dont la réalisation est confiée à Henri Aisner. Ce film comporte la « Valse de l'Huma » composée par Jean Wiéner et Pierre Gamarra.

#### Événements de 1956
Quand surviennent les événements, du début de l’insurrection hongroise le 23 octobre 1956 à l'intervention des troupes soviétiques le 4 novembre 1956, qui déclenche « pour la première fois depuis l’exécution de Sacco et Vanzetti le 22 août 1927 la protestation (...) dans les rues de nombreux pays », causant même en France trois morts et plusieurs dizaines de blessés, la presse communiste vient déjà de subir quatre années de baisse des ventes qui ont affaibli son groupe de presse, l'Union française de l'information, et causé la fermeture de plusieurs quotidiens régionaux.
Lorsque l'Armée rouge entre en Hongrie le 4 novembre 1956, le journal titre : « Budapest retrouve le sourire ». Pierre Pedrazzini, reporter-photographe à Paris-Match, est alors grièvement blessé à Budapest par les troupes soviétiques. « Comment, après une telle vision, ouvrir sans dégoût cette Humanité débordante de lyrique indignation en faveur de nos adversaires (...)  Qu'ils se méfient, pourtant, les trompeurs aux mains rouges : les antennes poussent sur les toits de Billancourt », écrit Georges Ravon, dans Le Figaro des 3-4 novembre 1956.
Le 6 novembre 1956, environ 200 jeunes manifestants brisent les vitrines de l'Association France-URSS, rue d'Anjou puis un millier d'étudiants se massent à 18 heures sur les Grands Boulevards et vont vers l'immeuble de L'Humanité aux cris de « Libérez la Hongrie ! », « Thorez assassin ! », d'où ils sont douchés des fenêtres par des lances à incendie. L'Humanité du lendemain associe le récit de cette première attaque contre elle avec la photographie d'un cadavre dans les rues de Budapest, une baïonnette enfoncée dans la bouche. Le lendemain a lieu une réception à l'ambassade soviétique en l'honneur de l'anniversaire de la révolution d'Octobre, en présence de l'état-major du PCF et d'une partie seulement du corps diplomatique, protégée par 200 policiers, tandis qu'un meeting du PCF au Vél d'Hiv est interdit par la police.
Le lendemain, le 7 novembre 1956, alors que la situation internationale est extrêmement tendue (révélation du XXe siècle : congrès du Parti communiste de l'Union soviétique sur le stalinisme, intervention soviétique en Hongrie, crise du canal de Suez et guerre d'Algérie), une manifestation de soutien aux insurgés hongrois part de la place de l’Étoile. Selon les historiens, c'est au sein de cette manifestation pacifique en hommage à la Hongrie qu'ont été recrutées les bandes violentes qui participent ensuite à une attaque en direction du siège du PCF, au carrefour de Châteaudun. Le Monde de l'époque évoque l'expression spontanée de la « population parisienne », une « manifestation légitime » qui dégénère « en incidents extrêmement violents »,.
Puis les manifestants arrivent vers 20 h 15 à proximité du siège du journal, aux cris de « le feu à l’Huma ! Le feu à l’Huma ! »,,,,. Environ 500 militants sont massés devant le siège, alors que Jacques Duclos, numéro 2 du PCF, quelques jours plus tôt, avait refusé toute protection policière renforcée. Le rez-de-chaussée est pris par les agresseurs, qui jettent à la rue mobilier et documents puis mettent le feu au 2e étage.
Peu avant 21 heures, lorsque les vitres de L'Humanité volent en éclats, la police, jusqu'ici plutôt passive, cherche à dégager la rue et empêche les renforts de militants PCF d'atteindre L'Humanité. Parmi les projectiles lancés sur les manifestants, on note des « plombs d'imprimerie », des « meubles », des « ustensiles » et même des « statues ». La presse communiste soulignera que face à l'inertie complaisante de la police déployée en nombre, le bâtiment est défendu par le personnel du journal et des militants du PCF. Des manifestants passent par le toit pour provoquer un début d'incendie. Les militants communistes font quatre prisonniers, relâchés quand la police investit le siège. Au sous-sol du cinéma « Rex », des médecins volontaires soignent les blessés. Parmi les trois morts en région parisienne du côté des contre-manifestants communistes, les militants PCF arrivés dans une colonne de renfort, François Le Guennec, du 20e arrondissement de Paris et Albert Ferrand.
Dans son compte-rendu, L'Humanité fait un parallèle entre l'attaque contre son siège et ce qu'elle appelle les crimes des « contre-révolutionnaires » de l'insurrection hongroise. De son côté, le Syndicat du Livre déclenche une grève : aucun journal ne paraît le 8 novembre.
La Croix et Le Monde du 9 novembre 1956 se déclarent très inquiets de ces assauts. Le 13 novembre, la CGT lance une journée de grèves et débrayages, que la presse de gauche non-communiste présente comme un échec.

#### Décolonisations
Parallèlement, le journal est l'un des quotidiens français, avec Ce Soir, l'autre grand quotidien national communiste, ou encore Le Monde, à soutenir partout dans le monde les luttes de libération nationale liées au processus de décolonisation. Cet engagement n'est cependant pas immédiat et les causes soutenues par des cercles anticolonialistes d'abord confidentiels sont « soumises au soutien par éclipse du PCF »: L'Humanité ne consacre d'abord qu'une colonne au bombardement de Haïphong du 23 novembre 1946, pourtant réel départ de la guerre d'Indochine. Et quand Charles Tillon est écarté de son ministère en janvier 1947, Maurice Thorez intime aux parlementaires du PCF d'aplaudir la déclaration du président du Conseil qui rend hommage aux militaires responsables de ce bombardement.
Mais le 22 mars 1947, le jeune résistant René L'Hermitte, envoyé spécial de L'Humanité à Saïgon, cite un officier dénonçant des tortures contre des prisonniers Viet-minh[réf. nécessaire]. Quelques semaines après, le PCF est chassé du  gouvernement. Le même René L'Hermitte couvre en 1949 les premières manifestations de rues et des refus de chargement d’armes des dockers de Dunkerque et Marseille, qui débouchent sur une longue grève des dockers français contre la guerre d'Indochine.
Le quotidien populaire du PCF Ce soir, plus gros tirage du groupe de presse communiste Union française de l'information, a lui recruté Andrée Viollis, ex-grand reporter du Petit Parisien, qui avait témoigné de la famine et des répressions lors la visite en 1932 de Paul Reynaud, ministre des Colonies, puis dans son livre de 1935 S.O.S. Indochine, réédité fin 1949 sans la préface d'André Malraux,,. Andrée Viollis a présenté le leader indochinois Hô Chi Minh à Madeleine Riffaud, dont les articles plus tard sur la guerre d'Algérie lui vaudront une tentative d'attentat de l'OAS. Déguisée en secrétaire pour dissimuler son identité de journaliste à la Vie Ouvrière, Madeleine Riffaud effectuera en 1956 des visites de prisonniers menacés de mort, avec leur avocat Pierre Braun, ami d'Henri Alleg, qui défendait le MTLD depuis le début des années 1950. La jeune journaliste partira aussi en reportage sur la guerre du Viêt Nam depuis les maquis vietcongs.
Le 1er novembre 1954, jour férié, L'Humanité entame une série d’articles signée Georges Joseph et Paul Krivo, au ton « fraternaliste », titrée sur les « Algériens, nos frères. La grande misère de la terre natale continue à Paris » et consacrée aux immigrés algériens en France. Lorsque le premier sort des rotatives , les informations sur la « Toussaint rouge » arrivent de l’AFP. Le lendemain matin, pris de court par la nouvelle, les membres de la Section coloniale du PCF se réunissent d'urgence. « Nous ne savions pas à qui nous avions affaire », racontera Élie Mignot
. Le journal décide d'envoyer une ex-députée du Finistère, Marie Lambert, qui a repris son nom de jeune fille et d'héroïne de la Résistance, Marie Perrot. Tabassée lors d'une manifestation contre la Guerre d'Indochine, elle avait du quitter la direction fédérale du PCF dans son département en janvier 1953 pour devenir journaliste.
Au total, pendant la guerre d’Algérie, L'Humanité fut saisie à 27 reprises et fit l’objet de 150 poursuites, dont 49 pour « provocation de militaires à la désobéissance », 24 pour « diffamation envers l’armée », 14 pour « atteinte à la sécurité de l’État ». Un total de 313 procès furent intentés à la presse dut s’acquitter, au total, de 53 milliards de francs d’amende. René Andrieu, arrivé en mai 1958 au poste de rédacteur en chef pour succéder à André Stil, en place depuis avril 1950, publie 254 éditoriaux consacrés à l'Algérie en moins de 4 ans. Le premier article censuré était signé du journaliste et résistant Robert Lambotte, rescapé du camp de concentration d’Auschwitz, qui fut expulsé d’Algérie après son reportage, daté du 24 août 1955 et avait très vite été envoyé en Algérie, pour compléter le travail de Marie Perrot.

#### Années 1970
En 1973 et 1974, lors de la parution de L'Archipel du Goulag, L'Humanité se faisant le relais du PCF, organise une vaste campagne de calomnies afin de stigmatiser Soljénitsyne le présentant comme un réactionnaire ayant des sympathies pro-nazies. Le quotidien communiste s'efforce alors de minorer le rôle des dissidents soulignant la liberté d'expression dont ceux-ci disposent en URSS. Roland Leroy et ses collègues tentent de minimiser l’impact subversif que représente la parution du livre et mettent en avant les dangers que représente cette critique pour l'union de la gauche. Le Nouvel Observateur, qui soutient le dissident, est dénoncé comme étant « à la pointe de l’entreprise antisoviétique et anticommuniste ».
La diffusion décline plus lentement dans les années 1970 et 1980 qu'au début des années 1950 (150 000 exemplaires en 1972, 107 000 exemplaires en 1986) parallèlement au déclin de l'influence du PCF et à la crise de la presse quotidienne.

### L'Humanitéde 1994 à aujourd'hui
Après le XXVIIIe congrès du Parti communiste français (1994), la mention « organe central du PCF » est remplacée par « journal du PCF ». À l'occasion d'une nouvelle formule en 1999, la mention du lien avec le parti est supprimée. Le PCF reste selon les statuts l'éditeur du journal mais sa direction ne préside plus officiellement à l'élaboration de sa ligne éditoriale. Les militants du PCF restent cependant très impliqués dans la diffusion du journal (essentiellement à travers la vente militante de L'Humanité Dimanche).
Après avoir baissé à 46 000 exemplaires en 2002, L'Humanité est parvenu à stabiliser ses ventes légèrement supérieures à 50 000 exemplaires. Sa survie fragile est assurée par le produit de ses ventes et des appels à souscriptions réguliers. Le journal a même dû ouvrir son capital en 2000 à des groupes privés, sans que cela ne leur ouvre de pouvoir décisionnel sur le journal.
Pour apurer ses dettes (estimées à huit millions d'euros), le quotidien tente de vendre son siège de Saint-Denis, conçu par l'architecte Oscar Niemeyer et dans lequel il s'était installé en 1989, pour quinze millions d'euros. La rédaction déménage en mai 2008 dans un immeuble situé dans la même ville, près du Stade de France.
La vente du siège prévue à la date du 16 juillet 2008 n'a pu se réaliser plaçant brusquement le journal dans une situation financière alarmante. Un appel à une souscription exceptionnelle a alors été lancé par L'Humanité et la direction nationale du PCF, avec l'objectif de recueillir en moins de trois mois plus de deux millions d'euros. En moins d'un mois, 1,25 million d'euros sont récoltés, ce qui est suffisant pour payer les salaires et les frais de fonctionnement immédiats mais pas assez pour assurer la survie du quotidien. Selon le journal Le Point, c'est Nicolas Sarkozy qui interviendra personnellement pour que le siège de Saint-Denis soit racheté par l'État permettant ainsi la survie du journal.
En février 2011, le quotidien annonce des assises sous forme de « débats décentralisés avec les lecteurs, les diffuseurs et les parrains de L'Humanité sur les enjeux du pluralisme de la presse, les contenus de nos journaux, de notre site Internet, le développement du groupe et la création d'universités populaires ». Une journée synthèse doit avoir lieu en avril 2011. À la mi-mars, L'Humanité refonde son offre du week-end en supprimant l'édition du samedi mais en consolidant l'édition du vendredi (24 pages) qui contient désormais L'Humanité des débats (12 pages), en vente jusqu'au dimanche. Enfin, le supplément des Lettres françaises paraît désormais le premier jeudi de chaque mois. Le lundi 7 mars, à l'occasion de l'annuel L'Humanité des jeunes, le quotidien passe à 1,40 euro contre 1,30 euro précédemment.
À la même période, le quotidien multiplie les numéros spéciaux en bâtissant un journal avec un rédacteur en chef du jour (Christophe Alévêque, Bernard Thibault, Yann Leriche, François Morel, etc.).
En 2011, des salariés de L'Humanité travaillant comme « abonneurs VRP » (chargés de promouvoir l’abonnement au journal auprès de ses clients), attaquent le journal aux prud’hommes à la suite de leur licenciement. L'Humanité est condamné d'abord par le tribunal d’instance de Saint-Denis le 4 octobre 2011. Le liquidateur se pourvoit en cassation contre cette décision, son pourvoi est rejeté car la décision était susceptible d'appel. La société fait appel contre l'arrêt du TI de Saint-Denis et est condamnée par la cour d'appel de Paris le 23 mai 2013. La société se pourvoit en cassation contre l'arrêt de la cour d'appel de Paris et voit l'arrêt cassé.
En 2012, le siège du journal est déménagé au 5 rue Pleyel, toujours à Saint-Denis. En octobre 2014, le journal est condamné pour détournement de fonds.
Le 26 mai 2016, L'Humanité est le seul journal de la presse quotidienne nationale française à paraître, aux côtés de quelques journaux régionaux, celui-ci ayant été le seul à accepter de publier le communiqué syndical du secrétaire général de la CGT Philippe Martinez, et donc à ne pas voir sa parution bloquée par la Fédération CGT des travailleurs des industries du livre, du papier et de la communication,,. Les autres directeurs des quotidiens nationaux et le syndicat de la presse quotidienne nationale ont critiqué cette action, qu'ils ont jugée attentatoire à la liberté de la presse,,,.
Dans son éditorial du 30 décembre 2016, le directeur du journal, Patrick Le Hyaric, annonce qu'en raison « de l'augmentation régulière des coûts de production et de distribution », le journal est contraint d'augmenter de dix centimes le tarif au numéro à compter du lundi 2 janvier 2017. Le prix de vente du journal en kiosque est ainsi porté à 2 €. En dépit de la diminution du nombre de ses lecteurs, le journal salarie toujours plus de personnel, dont 85 % ont le statut de cadre (+ 26 % entre 2010 et 2016). Ainsi, Pierre Laurent perçoit quelque 550 000 € de salaire en huit ans. Depuis la fin des années 2000, le journal ne compte plus aucun ouvrier.

#### Difficultés financières
Le 25 janvier 2019, le directeur de L'Humanité Patrick Le Hyaric annonce que le journal est en cessation de paiement et qu'il a été placé « sous la protection du tribunal de commerce de Bobigny ». Il indique également qu'un plan de continuation a été présenté ; cependant, si le plan venait à être rejeté, le quotidien pourrait être placé en liquidation judiciaire. Le 30 janvier, le tribunal de commerce étudie le placement en redressement judiciaire. Des collectes de fonds sont organisées afin de renflouer le journal, endetté à hauteur de sept millions d'euros ; son directeur affirme ainsi avoir recueilli plus d'un million d'euros de dons. Le 7 février, le tribunal décide le placement en redressement judiciaire avec poursuite d'activité, accompagnée d'une période d'observation de six mois. Deux administrateurs judiciaires sont désignés. Une soirée de soutien au journal se tient à Paris le 22 février 2019. Depuis l'annonce d'une possible liquidation du journal, L'Humanité a reçu plus de 700 000 euros de la part de lecteurs en « souscription populaire ».
En juillet 2019, un plan de sauvegarde de l'emploi approuvé à l'unanimité par le Syndicat national des journalistes est annoncé. Il vise à supprimer 41 postes, sur un total de 157. À cette date, la souscription publique pour renflouer le journal atteint les 2,4 millions d'euros. En novembre 2019 son directeur, Patrick Le Hyaric, annonce avoir réalisé trois millions d'euros d'économie, alors que la campagne de dons a permis de lever plus de trois millions d'euros. La renégociation des dettes du journal est en cours.
Le 27 décembre 2019, le tribunal de commerce de Bobigny valide le plan de continuation du journal. Les dons des lecteurs atteignent les quatre millions d'euros. En contrepartie de ce plan, le journal s'engage à ne plus contracter de dettes et à rembourser les créances dues tout en rendant compte de sa situation financière tous les trois mois,. Fin 2020, le tribunal de commerce accorde au journal un délai de deux ans supplémentaires dans la mise en œuvre du plan de continuation, à la suite des difficultés rencontrées par le secteur de la distribution de la presse (crise de Presstalis et pandémie de Covid-19).
Fin septembre 2021, après plus de vingt ans à la tête du quotidien, Patrick Le Hyaric quitte ses fonctions de directeur et est remplacé par Fabien Gay, alors sénateur communiste et ancien directeur de la Fête de l'Humanité.
En août 2023, les locaux de la rédaction du quotidien sont cambriolés. Une cinquantaine d’ordinateurs sont volés ainsi que du matériel vidéo et des téléphones portables. Selon le Figaro, les ordinateurs qui ne semblent pas cryptés ou protégés, contiennent des données sensibles concernant des personnalités politiques dont le président de la République.
Le 19 février 2024, L'Humanité publie pour la première fois de son histoire l'interview — réalisée par quatre de ses journalistes — d'un président de la République en exercice, en la personne d'Emmanuel Macron, à l'occasion de la panthéonisation du résistant communiste Missak Manouchian et son épouse Mélinée.
La plateforme NewsGuard, qui évalue la fiabilité des sites d’informations, attribue la note de 95/100 à L’Humanité, avec un seul bémol sur le manque d’information donné sur les journalistes, un point auquel le journal déclare vouloir remédier[source insuffisante].

## «Unes» caractéristiques

### Le rapport au fascisme
- 10 novembre 1926 : Vaillant-Couturier et L'Humanité poursuivis pour injure à Mussolini.
- 31 janvier 1933 : Les résultats de la politique du « moindre mal » — Hitler chancelier ! — Flanqué de Von Papen et de Hugenberg, le chef des assassins fascistes préside le gouvernement de la terreur antiouvrière, de la misère et de la guerre.
- 13 février 1934 : L’unité d’action arrêtera le fascisme.
- 8 mars 1936 : La paix en danger !… Hitler dénonce le traité de Locarno.
- 26 août 1936 : Pour la liberté espagnole, pour la sécurité française… Crions : « Des avions pour l’Espagne ! »…
- 5 octobre 1938 : Au nom du groupe communiste Gabriel Péri a dénoncé… le honteux diktat de Munich.
- 25 août 1939 : L'action de l'Union soviétique par le pacte de non-agression avec l'Allemagne concourt à raffermir la paix générale.
- 26 août 1940 (édition clandestine) : Le capitalisme ramène l'humanité à la barbarie… Pour vider les prisons et les camps de concentration, unissons-nous !

### Le soutien aux mouvements de libération nationale
- 9 mars 1949 : La sale guerre du Viêt Nam continue – C’est là le résultat le plus clair de l’accord Auriol - Bảo Đại.
- 22 octobre 1950 : La paix immédiate est possible au Viêt Nam.
- 24 août 1955 (édition spéciale) : Parce qu’elle dit la vérité sur les événements d’Afrique du Nord L'Humanité SAISIE CE MATIN.
- 18 avril 1975 : Cambodge, c'est la victoire du peuple en armes (relatif à la chute de Phnom-Penh ouvrant la voie aux Crimes du régime khmer rouge)
- 19 juin 1976 : Les racistes sud-africains se déchaînent.
- 6 mai 1988 : L'ordre colonial règne à Nouméa.

### Le soutien aux luttes des travailleurs
- 25 février 1931 : Exigez du travail ou du pain ! Aujourd’hui 25 février, manifestez !
- 13 mai 1968 : Travailleurs et étudiants solidaires contre la répression, pour la défense des libertés – GRÈVE GÉNÉRALE.

### L'évolution des rapports avec l'URSS
- 9 novembre 1917 : Un coup d’État en Russie – Les maximalistes maîtres à Pétrograd – Kerensky a été déposé.
- 14 août 1920 : Pour la révolution russe – Appel au prolétariat.
- 2 novembre 1922 : Vive la révolution russe ! (L’avènement du bolchevisme, éditorial de Léon Trotsky).
- 16 novembre 1927 : Discipline révolutionnaire – L’exclusion de Trotsky et de Zinoviev.
- 10 mars 1937 : Le procès de Moscou – Le tribunal suprême a prononcé sa sentence.
- 25 août 1939 : L'action de l'Union soviétique par le pacte de non-agression avec l'Allemagne concourt à raffermir la paix générale.
- 26 août 1939 (le journal est interdit à partir de cette édition) : Union de la Nation française contre l’agresseur hitlérien… Le pacte de Moscou provoque la division du bloc des fauteurs de guerre fascistes.
- 19 mars 1949 : Le pacte atlantique d’agression antisoviétique est publié.
- 6 mars 1953 : Deuil pour tous les peuples, le grand Staline est mort.
- 10 mars 1953 : Obsèques grandioses du chef, de l’ami, du frère de tous les travailleurs – Poursuivre l’œuvre de Staline pour l’édification du communisme et pour la paix.
- 16 septembre 1959 : Khrouchtchev « dégèle » Washington.
- 22 août 1968 : Cinq pays socialistes interviennent militairement en Tchécoslovaquie - Le Parti communiste français exprime sa surprise et sa réprobation.
- 20 août 1991 : Mikhaïl Gorbatchev brutalement évincé du pouvoir - URSS : L'INQUIÉTUDE.

## L'Humanitéaujourd'hui

### Organisation
Le propriétaire et éditeur du journal est la Société nouvelle du journal l'Humanité (SNJH), une société anonyme à directoire et conseil de surveillance dont le président du directoire est Fabien Gay et le président du conseil de surveillance est Jean-Louis Frostin.
En 2001, le journal avait fait entrer parmi ses actionnaires Lagardère, TF1 et les Caisses d'épargne. Ceux-ci sont désormais sortis.
Début 2020, les actions de cette société se répartissent comme suit : 20 % sont détenues par la Société des lecteurs et lectrices de l'Humanité, 10 % par la Société des amis du journal l'Humanité, 10 % par la Société des personnels de l'Humanité, 14,7 % par l'Association des diffuseurs de l'Humanité et 45,3 % par des actionnaires individuels (généralement anciens responsables du journal ou du Parti communiste français). En 2024, Fabien Gay détient environ 10 % des actions du quotidien.

### Un journal militant
L'Humanité se réclame des valeurs de son fondateur Jean Jaurès, qui mettait la lutte pour la paix, la « communion avec le mouvement ouvrier » et l'indépendance face aux « groupes d'intérêt » au cœur de ses priorités. Il s'est en revanche éloigné de lui sur l'unité du mouvement socialiste : Jaurès souhaitait, lui, en 1904, maintenir l'unité des socialistes au sein du journal. Jusque dans les années 1990, L'Humanité a soutenu toutes les campagnes menées par le parti communiste. Aujourd'hui, il se range parmi les porte-paroles des mouvements, associations, et partis qui se réclament de la « gauche antilibérale ». Il a participé activement à la campagne du « non de gauche » en 2005, lors du référendum sur le projet de traité constitutionnel européen.

### La vie d'un quotidien d'opinion
Aujourd'hui, avec la baisse des ventes (en 2002, 46 000 exemplaires vendus par jour) comme tous les journaux d'opinion qui ne reçoivent en France qu'une très faible part des budgets publicitaires, pour qui les subventions de l'État sont en diminution, et dont les frais de poste ont particulièrement augmenté dans les années 1990, la situation économique est très défavorable et des appels réguliers au soutien militant sont nécessaires pour éviter la disparition du journal.
Ainsi, en grande difficulté financière, il a ouvert son capital en 2001 à son association de lecteurs : la Société des lecteurs de L'Humanité, et à l'association de soutien à L'Humanité : la Société des amis de L'Humanité, regroupant de nombreuses personnalités de sensibilités diverses et présidée par Edmonde Charles-Roux jusqu'en 2011, puis par Ernest Pignon-Ernest, mais aussi à la Société Humanité Investissements Pluralisme (SHIP) qui réunit la Caisse d'épargne, TF1 et Lagardère SCA (20 % du capital), (SHIP s'est retirée depuis). La rédaction déclare conserver néanmoins toute son indépendance éditoriale. Les symboles de la faucille et du marteau ont disparu de la une, et « l'Huma » n'est plus l'organe officiel du Parti communiste français. Elle fait par ailleurs appel aux généreux donateurs pour l'aider à affronter ses difficultés financières.
En mai 2009, à l'initiative de Cali, douze chanteurs ont offert chacun une chanson à L'Humanité, réunies sur un CD vendu comme numéro spécial du journal, afin de le soutenir financièrement. Renaud, Noir Désir, Bernard Lavilliers, les Têtes raides, Balbino Medellin, Georges, Miossec, Jacques Higelin, Pascal Bizern, Georges Moustaki et Daguerre ont participé à la création de ce disque.
À une date inconnue, les groupes TF1, La Caisse d'Épargne et Lagardère ne sont plus dans le tour de table.
Le journal organise chaque année la Fête de l'Humanité à La Courneuve. La 89e édition, qui a eu lieu en septembre 2024, a rassemblé 450 000 personnes.

#### Liens prétendument entretenus avec une journaliste et propagandiste russe
Selon le journal Le Point, Olesya Orlenko — qui se présente tout d'abord comme une historienne — communiste, opposée à Vladimir Poutine, travaille pour Le Monde diplomatique et L'Humanité, respectivement jusqu'en septembre 2022 et août 2023. Pendant cette période, elle entretiendrait des liens avec les services secrets du Kremlin, participant à la création d'un canal Telegram diffusant la propagande russe, notamment après l'invasion de l'Ukraine en 2022, prenant part à un projet nommé « Tribunal », qui diffuse les informations personnelles de soldats ukrainiens pour déclencher des campagnes de cyberharcèlement à leur encontre et userait de ses réseaux pour tenter d'influencer des journalistes français à écrire des livres et articles pro-Kremlin et négatifs envers l'Ukraine.
Le Monde diplomatique dément, arguant qu'on est là face à une « nouvelle fake news du Point ».

### Numéros spéciaux et suppléments
- L'Humanité Dimanche : magazine d'actualité hebdomadaire vendu d'une façon militante sur les marchés et dans les lieux publics. Se trouve aujourd'hui en kiosque dès le jeudi ;
- Les Lettres françaises : longtemps dirigée par Louis Aragon, cette revue littéraire de qualité est dirigée par Jean Ristat, son ami et poète lui-même. Publiée en encart le premier jeudi du mois ;
- Communistes : lien d'échanges et de communication à destination des militants. Ce quatre ou huit pages est encarté dans le quotidien et publié chaque mercredi ;
- Libres échanges : une page réservée aux jeunes qui le souhaitent et envoient des articles au journal. Paraît le jeudi ;
- L'Humanité des débats : tous les vendredis, sous la responsabilité du rédacteur en chef, éditorialiste et chroniqueur Jean-Emmanuel Ducoin, publie des débats, tribunes et libre expression sur des sujets politiques et de société. Il comporte douze pages insérés dans L'Humanité du vendredi, le tout atteignant 32 pages ;
- L'Humanité des jeunes : une fois par an (généralement début mars), l'ensemble du quotidien est écrit par des jeunes[118] ;
- Hors-séries : le journal publie régulièrement des hors-séries concernant des sujets d'actualité, par exemple pour expliquer la crise économique de 2008 ou pour soutenir la campagne du Front de gauche lors des élections européennes de 2009. D'autres hors-séries, parfois accompagnés d'un DVD, concernent la commémoration d'évènements historiques (la guerre d'Espagne, la Première Guerre mondiale, les évènements de Mai 68, la Commune de Paris, mai 1981) ou d'actualité (le décès de Jean Ferrat) ou culturel (le continent Aragon).
- Les Éditions de L'Humanité proposent des livres sur des questions d'actualité. Les ouvrages édités sont les suivants :
  - Richard J. Goldstone (coll.), Le rapport Goldstone. Enquête des Nations unies sur ce qui s'est passée à Gaza du 27 décembre 2008 au 18 janvier 2009, février 2010.
  - Pierre Ivorra, Face à la crise, des clés pour comprendre, 2009.
  - Karl Marx et Friedrich Engels, Manifeste du Parti communiste, 2008. Introduit par Patrick Le Hyaric et diverses contributions.
  - Jean Jaurès, Pensées de Jaurès, 2010. Choix de 65 articles publiés dans L'Humanité avec une préface de Patrick Le Hyaric.
  - Patrick Le Hyaric, Le Pacte des Rapaces, mai 2011, 230 p.

### Site web
En 1996, L'Humanité est l'un des premiers titres à lancer son site internet. Il contient en particulier les archives numérisées issues des éditions du journal papier depuis le 2 février 1990 (en mars 2010 : environ 400 000 articles numérisés) et depuis 2010, il regroupe les autres publications du groupe dont notamment le magazine d'actualité L'Humanité Dimanche et l'hebdomadaire consacré au monde rural La Terre.

### Subventions
Alors que Jean Jaurès rappelait qu'un journal « n'est libre de son action nationale et internationale qu'à la condition de rejeter les subventions », L'Humanité est fortement subventionnée.
Le quotidien bénéficie, avec La Croix et Libération, et plus faiblement Présent et Play bac presse, de subventions de l'État au titre de l'« aide aux quotidiens nationaux d’information politique et générale à faibles ressources publicitaires », instituée par le décret no 86-616 du 12 mars 1986. Cette aide s'est élevée à 3 082 206 € pour l'exercice 2012. L'ensemble des aides reçues par le quotidien a été évalué par la Cour des comptes à 48 centimes par numéro pour la période 2009-2011, faisant de celui-ci le quotidien recevant la plus grande aide de l'État par numéro.
| Montant (€)    | 2012                                            | 2013                                            | 2014                                            | 2016                                            | 2017                                            | 2018                                            | 2019                                            | 2020                                            | 2021                                            | 2022                                            | 2023                                            |
| -------------- | ----------------------------------------------- | ----------------------------------------------- | ----------------------------------------------- | ----------------------------------------------- | ----------------------------------------------- | ----------------------------------------------- | ----------------------------------------------- | ----------------------------------------------- | ----------------------------------------------- | ----------------------------------------------- | ----------------------------------------------- |
| Aide totale    | 6 329 431                                       | 6 898 645                                       | 5 963 715                                       | 3 689 447                                       | 4 191 650                                       | 3 742 331                                       | 3 305 587                                       | 4 513 843                                       | 5 119 446                                       | 3 882 152                                       | 6 582 480                                       |
| Aide au numéro | 0,5373                                          | 0,631                                           | 0,59                                            | 0,384                                           | 0,462                                           | 0.431                                           | 0,342                                           | 0,457                                           | 0,501                                           | 0,394                                           | 0,698                                           |
| Source         | Ministère de la Culture et de la Communication, | Ministère de la Culture et de la Communication, | Ministère de la Culture et de la Communication, | Ministère de la Culture et de la Communication, | Ministère de la Culture et de la Communication, | Ministère de la Culture et de la Communication, | Ministère de la Culture et de la Communication, | Ministère de la Culture et de la Communication, | Ministère de la Culture et de la Communication, | Ministère de la Culture et de la Communication, | Ministère de la Culture et de la Communication, |

Par ailleurs, en 2013, ne pouvant rembourser entièrement un prêt de 4 086 710 € contracté en mars 2002, L'Humanité bénéficie de la part du gouvernement de Jean-Marc Ayrault d'une annulation du capital et des intérêts liés à ce prêt. Cette décision est critiquée à l'Assemblée nationale par Marion Maréchal qui dénonce une mesure « scandaleuse, clientéliste et économiquement stupide » et défendue par Bernard Cazeneuve au nom de la liberté de la presse.
L'Humanité a reçu 4 191 650 euros d'aides individuelles en 2017, dont 3 910 850 euros d'aides directes. Un montant qui est en augmentation par rapport à 2016 et 2015. Le quotidien demeure le premier bénéficiaire des aides publiques, devant Libération et Causette si l'on ramène le montant perçu au nombre d'exemplaires.

### Diffusion
| Année | Tirage | Diffusion payée (France et étranger) | Diffusion totale (gratuits inclus) |
| ----- | ------ | ------------------------------------ | ---------------------------------- |
| 2011  | 64 264 | 45 938                               | 48 878                             |
| 2012  | 63 578 | 43 627                               | 46 930                             |
| 2013  | 57 712 | 40 669                               | 43 744                             |
| 2014  | 55 395 | 38 295                               | 40 674                             |
| 2015  | 52 789 | 37 037                               | 39 384                             |
| 2016  | 49 586 | 35 938                               | 38 263                             |
| 2017  | 47 152 | 33 974                               | 36 132                             |
| 2018  | 45 563 | 32 017                               | 34 565                             |
| 2019  | 41 010 | 36 347                               | 38 941                             |
| 2020  | 38 480 | 37 687                               | 39 538                             |
| 2021  | 35 592 | 38 518                               | 40 245                             |
| 2022  | 36 824 | 37 094                               | 38 841                             |
| 2023  | 35 868 | 35 993                               | 38 032                             |
| 2024  | 36 307 | 38 006                               | 39 810                             |

En 2024, L'Humanité est classé en 8e position des quotidiens nationaux de diffusion payante en France, par volume de diffusion quotidienne.

### Cessation de paiement et redressement judiciaire
Fin janvier 2019, le journal se déclarait en cessation de paiement. Il est par la suite placé en redressement judiciaire par le tribunal de Bobigny, avec un plan de continuation de six mois renouvelable. À la suite de ces annonces, le journal lance une souscription auprès de ses lecteurs et soutiens, qui lui permet de récolter plus de 4 millions d'euros. Après validation du plan de continuation par le tribunal, les créanciers publics et privés du journal décident de renoncer à 75 % de leur créance.

## Condamnation
En juin 2014, la Société nouvelle du journal L'Humanité (SNJH) représentée par Patrick Le Hyaric est jugée pour « abus de confiance », « recel » et « complicité » de détournements de fonds au détriment du comité d'entreprise EDF, la caisse centrale d'activités sociales (CCAS). Le CCAS a notamment procédé à des achats en masse de L'Humanité à la fin des années 1990. La société du journal est condamnée à 75 000 euros d'amende en octobre 2014,.

## Dans la culture populaire
La répression dont fut victime  L'Humanité au début des années 1950, en particulier les deux longs séjours en prison de son rédacteur-en-chef André Stil, pour ses écrits, au même moment que celui du dirigeant du PCF Jacques Duclos, a été immortalisée dans Nekrassov, comédie parodique du maccarthysme à la française, présentée en 1955 par Jean-Paul Sartre, où l'héroïne Véronique séduit le personnage principal, l'escroc dénonciateur Georges de Valera, ce qui permet de sauver deux journalistes communistes en danger.

## Repères

### Listes des dirigeants du journal

#### Les directeurs
- 1904-1914 : Jean Jaurès
- 1914-1918 : Pierre Renaudel
- 1918-1958 : Marcel Cachin
- 1958-1974 : Étienne Fajon (adjoint de 1948 à 1958)
- 1974-1994 : Roland Leroy
- 1994-2000 : Pierre Zarka (adjoint de 1992 à 1994)
- 2000-2021 : Patrick Le Hyaric
- depuis 2021 : Fabien Gay[138]

#### Les rédacteurs en chef (depuis 1926)
- 1926-1929 : Paul Vaillant-Couturier
- 1929-1932 : Florimond Bonte
- 1932-1934 : André Ferrat
- 1934-1937 : Paul Vaillant-Couturier
- 1937-1950 : Georges Cogniot
- 1950-1958 : André Stil
- 1958-1984 : René Andrieu
- 1984-2001 : Claude Cabanes (directeur de la rédaction)
- 1988-1998 : Martine Bulard (rédactrice en chef de L'Humanité Dimanche, transformé en L'Humanité-Hebdo)
- 2001-2008 : Pierre Laurent (directeur des rédactions de L'Humanité et de L'Humanité Dimanche)
- 2008-2019 : Patrick Apel-Muller (directeur de la rédaction)
- depuis 2019 : Maud Vergnol et Sébastien Crépel (codirecteurs de la rédaction)

### Le Grand Prix cycliste de L'Humanité
Parmi les activités de L'Humanité, l'organisation de compétitions sportives est un domaine riche d'histoire. Dès la première édition du Grand Prix cycliste de L'Humanité, en 1927, les actualités cinématographiques ont saisi les coureurs du « Sport rouge ». Le journal attire l'attention de ses lecteurs et les invite à manifester leur soutien : « Ne manquez pas d'applaudir les coureurs du Rouen-Clichy ». Le neuvième Grand Prix cycliste est l'objet d'un film, qui permet de mieux voir l'enracinement populaire du journal. L'organisation de ce Grand Prix sur route, en liaison avec la Fédération sportive du travail, puis de la Fédération sportive et gymnique du travail (FSGT) fait connaître le journal au public sportif pendant une cinquantaine d'années, puisque la première édition se déroule en 1927, et la dernière, sous la forme d'épreuve sur route, a lieu en 1979. Si le cyclisme, comme vecteur de « propagande »[réf. nécessaire], semble avoir perduré un demi-siècle (de 1954 à 1974, L'Humanité organise aussi le circuit des Boucles de la Seine), d'autres sports permettent au journal d'affirmer son attitude de proximité avec les sportifs. Le Cross de L'Humanité est à cet égard d'une longévité (1933-1968) et d'un renom analogues.

### Filmographie
- Henri Aisner, La Terre fleurira, sur cinearchives.org, 1954
- Un siècle d’Humanité : documentaire de Jacques Roger et Jean-Michel Vecchiet, 2004, 78 min, diffusé sur France Télévisions (sur France 2 en 2007).
- Les Humeurs de l'Huma, documentaire de Dorothée Poivre d'Arvor et Alexandre Courban. 2004, 66 min.
- Babouse, dessinateur de presse à L'Humanité, France 3 (portraits réalisés en 2008 puis 2009).